# Hieracium misaucinum
Hieracium misaucinum es una especie de planta con flor del género Hieracium, de la familia Asteraceae, orden Asterales.

## Distribución
Hieracium misaucinum se distribuye por Francia, Alemania, Italia y Suiza.

## Taxonomía
Fue descrita científicamente por Näg. y Peter.